# Património edificado em Valeta

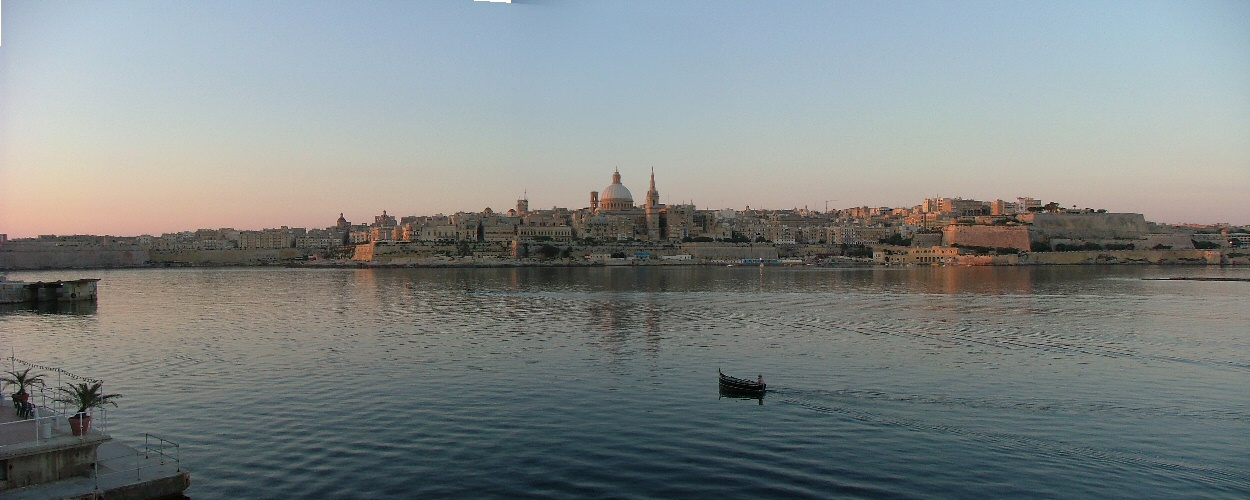
Valeta ao entardecer

Esta é uma lista do património edificado em Valeta, Malta.

## Igrejas

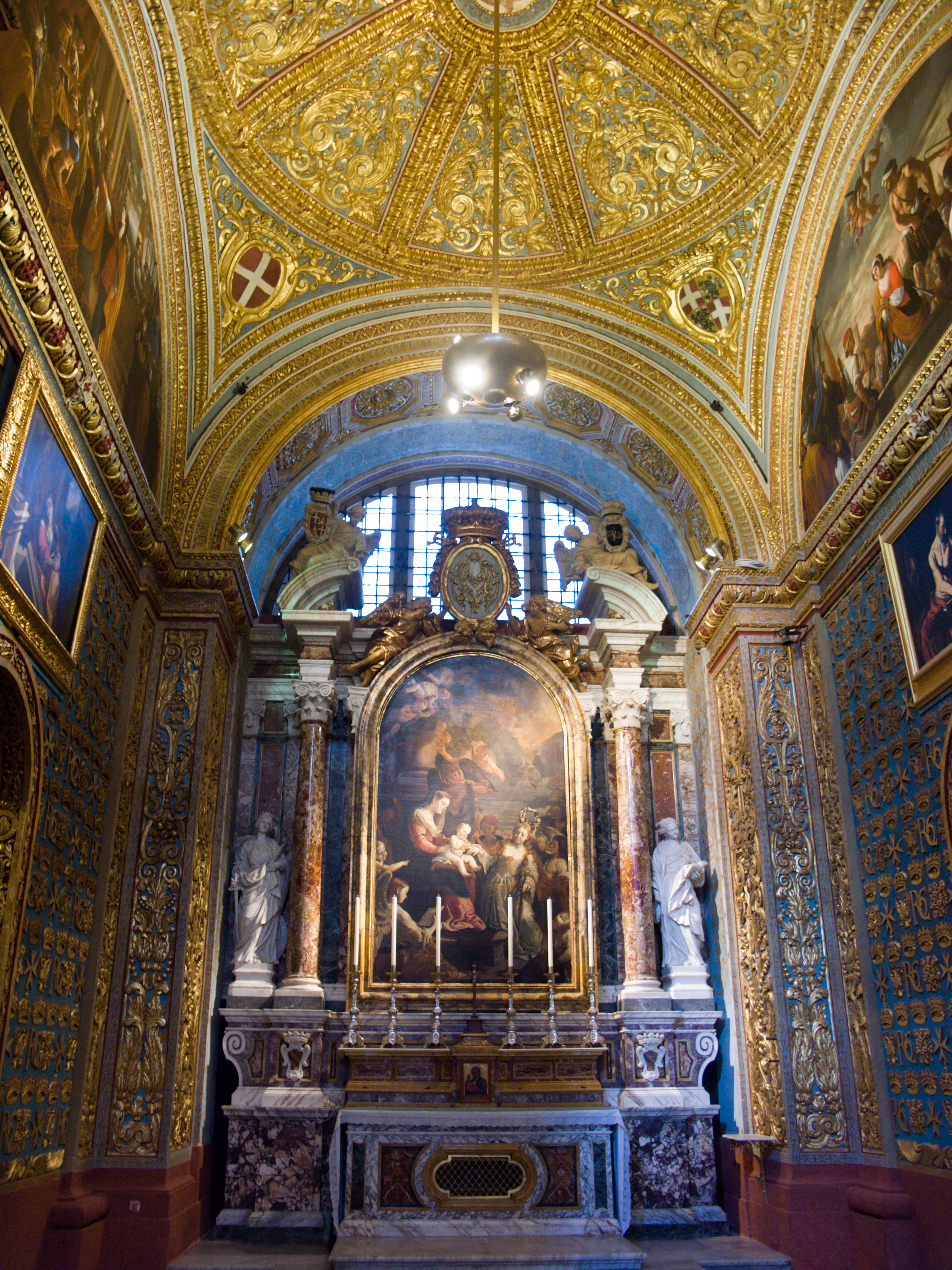
Interior da Igreja de São João

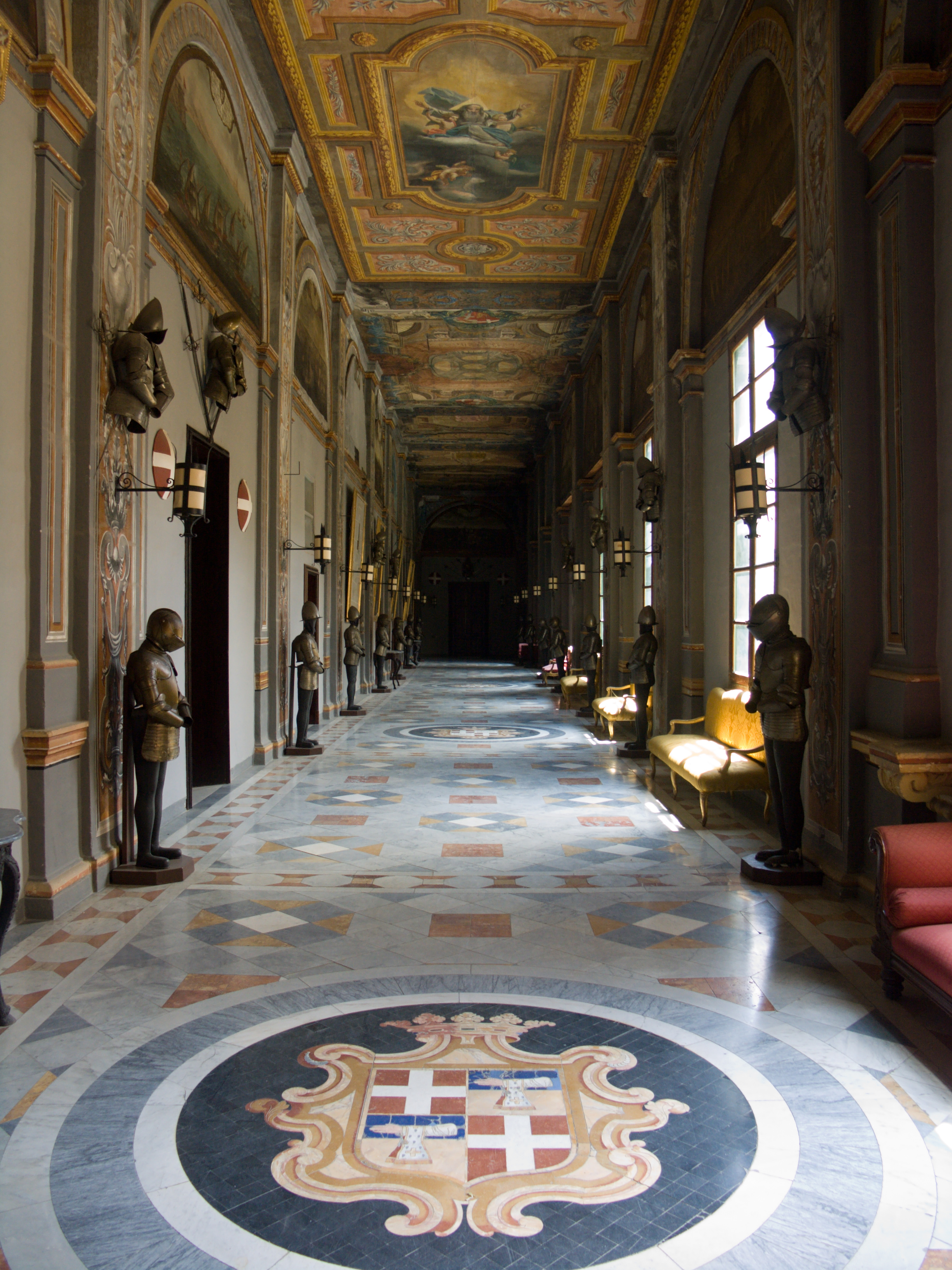
Palácio do Grão-Metre.

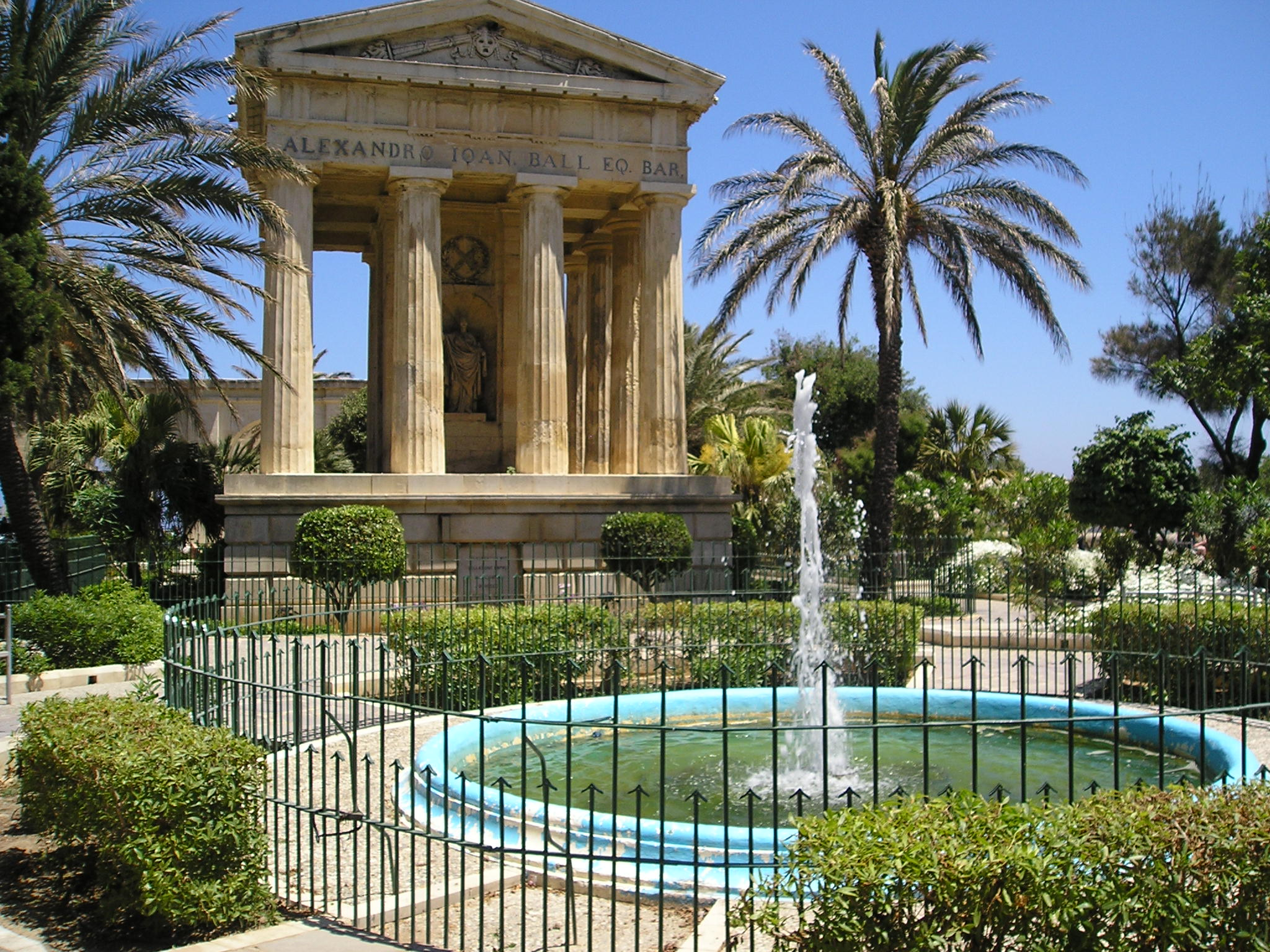
Jardins de Baixa Barrakka.

- Igreja de Nossa Senhora das Vitórias
- Igreja de São João ou Co-Catedral de São João
- Igreja Carmelita
- Catedral de São Paulo Anglicano
- Igreja de Nossa Senhora de Pilar
- Igreja de Nossa Senhora de Liesse
- Igreja de Santiago
- Igreja de São Francisco de Assis
- Igreja de Santa Bárbara
- Igreja de Santa Catarina de Itália
- Igreja de Santo Agostinho
- Igreja do Cristo Redentor
- Igreja dos Jesuítas
- Igreja de Santa Lúcia
- Igreja de São Roque
- Igreja de São Nicolau ou Igreja de Todas as Almas
- Igreja de Santa Maria de Porto Salvo e São Domingos de Gusmão
- Igreja de Santa Catarina de Alexandria
- Igreja Franciscana de Santa Maria de Jesus

## Palácios
- Palácio do Grão-Mestre
- Albergue de Castela
- Albergue de Aragão
- Albergue de Itália
- Albergue de Provença
- Albergue da Baviera
- Casa Rocca Grande
- Casa Rocca Piccola
- Palácio de França
- Palácio de Paris
- Palácio de Castela

## Museus
- Museu da Igreja de São João
- Museu de Armamento do Palácio do Grão-Mestre
- Museu da Guerra
- Museu Nacional de Arqueologia
- Museu Nacional de Belas Artes
- Museu do Teatro Manuel
- Museu do Brinquedo
- Museu Domus Pauli

## Jardins
- Jardins de Alta Barrakka
- Jardins de Baixa Barrakka
- Jardins Hastings

## Outros
- Forte de Santo Elmo
- Portas da Cidade
- Castellania
- Centro de Conferencias do Mediterrâneo
- Fonte do Tritão
- Biblioteca de Valeta